# Aéroport international de Garowe
Pour les articles homonymes, voir GGR.
L'aéroport international de Garowe (code IATA : GGR • code OACI : HCMW), est un aéroport situé à Garowe, dans la région du Pount, en Somalie.

## Situation
| Galkacyo Abudwak Mogadiscio Bosaso K50 Kismayo Garowe Berbera Burao Hargeisa Borama Erigavo Las Anod Kalabaydh |

## Compagnies et destinations
| Compagnies              | Destinations                                                |
| ----------------------- | ----------------------------------------------------------- |
| African Express Airways | Bosaso, Mogadiscio, Nairobi-J. Kenyatta                     |
| Ethiopian Airlines      | Addis-Abeba                                                 |
| Jubba Airways           | Bosaso, Galkacyo, Hargeisa, Mogadiscio-Aden Adde (Petrella) |

Actualisé le 4/12/2023